# Gary Ross
Gary Ross (ur. 3 listopada 1956 w Los Angeles) – amerykański reżyser, scenarzysta i producent filmowy. 
Najbardziej znany jest z takich filmów, jak m.in. komediodramat Miasteczko Pleasantville (1998), dramat sportowy Niepokonany Seabiscuit (2003) oraz filmy akcji Igrzyska śmierci (2012) i Ocean’s 8 (2018). Był również autorem scenariusza do komediowego filmu fantasy Duży (1988) Penny Marshall i komedii politycznej Dave (1993) Ivana Reitmana. 
Ross był nominowany do czterech Oscarów – trzykrotnie w kategorii najlepszy scenariusz i raz w kategorii najlepszy film jako jeden z jego producentów.